# Vol Air China 129
Le 15 avril 2002, le Boeing 767 effectuant le vol Air China 129, un vol international régulier reliant l'aéroport international de Pékin-Capitale, en Chine, à l'aéroport international de Gimhae, en Corée du Sud, s'est écrasé sur la colline de Dotdae, située à 4,6 km au nord de l'aéroport, tuant 129 des 166 personnes présentes à bord. 
Il s'agit du premier accident aérien impliquant la compagnie aérienne Air China depuis sa création en 1988 ; c'est également, à l'époque, la pire catastrophe aérienne de l'histoire de la Corée du Sud, jusqu'à ce qu'elle soit dépasséé 22 ans plus tard par celle du vol Jeju Air 2216.
L'enquête conclut que cet accident est du à un manque de formation de l'équipage relative à l'approche à vue et au non-respect des procédures standards prévues dans ce cas de figure.

## Avion et équipage
L'appareil impliqué est un Boeing 767-2J6ER, immatriculé en Chine sous le numéro B-2552 et livré en 1985. Il était auparavant exploité par la division aérienne de l'Administration de l'aviation civile de Chine (CAAC), puis transféré à Air China après la scission de la CAAC. Il avait cumulé plus de 40 000 heures de vol et environ 14 500 cycles de vol (décollage/atterrissage) au moment de l'accident.
Le commandant de bord est Wu Xinlu (30 ans). Il est entré à l'Université de l'aviation civile de Chine en septembre 1990 et a obtenu son diplôme en 1994. Il a ensuite rejoint Air China et, en 2001, il a été promu commandant de bord. Après le 26 novembre 2001, il a commencé officiellement à voler en tant que commandant. Il totalise 6 497 heures de vol, dont 6 287 heures sur le Boeing 767, et a déjà effectué cinq vols à destination de Busan au moment de l'accident. 
Le copilote est Gao Lijie (29 ans). Il est entré à l'Académie de l'armée de l'air de la République de Chine (en) en août 1989 et a obtenu son diplôme en septembre 1993. Il a rejoint Air China et a effectué son premier vol en tant que copilote le 23 février 2002. Avant de devenir copilote, il avait déjà volé à deux reprises vers Busan. Il totalise 5 295 heures de vol, dont 1 215 sur 767. 
Le second officier (troisième pilote) est Hou Xiangning (27 ans). Il a fréquenté l'Université de l'aviation civile de Chine de septembre 1993 à juin 1997 et a été embauché par Air China en août 1997. Il n'avait aucune expérience  concernant les manœuvres d'atterrissage à Busan. Il totalise 1 775 heures de vol, dont 1 078 heures sur 767.

## Passagers
Parmi les 155 passagers présents à bord, 135 venaient de Corée du Sud, 19 de Chine et un d'Ouzbékistan. Les 11 membres de l'équipage étaient tous de nationalité chinoise.
| Nationalité  | Passagers | Équipage | Total |
| ------------ | --------- | -------- | ----- |
| Corée du Sud | 135       | 0        | 135   |
| Chine        | 19        | 11       | 30    |
| Ouzbékistan  | 1         | 0        | 1     |
| Total        | 155       | 11       | 166   |

## Accident

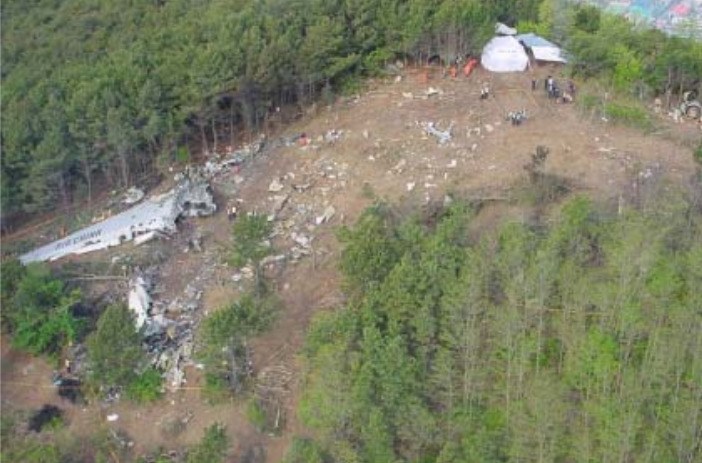
Vue aérienne du site du crash du vol 129.

Le vol 129 a décollé de l'aéroport international de Pékin-Capitale à 8 h 37, heure locale. Après près de deux heures de vol, il est arrivé près de l'aéroport international de Gimhae. Les conditions météo sur l'aéroport étaient moyennes, avec de la brume, une légère pluie et une visibilité en surface de 4 000 mètres. 
À 11 h 16, alors que le vol 129 est guidé pour une approche ILS vers la piste 36L, le contrôle aérien, en raison d'un changement de direction du vent, autorise l'équipage à effectuer une manœuvre d'approche à vue sur la piste 18R (la même piste dans la direction opposée).
Au cours de cette approche, dite « circulaire » (Circle-to-Land), pour atterrir sur la piste 18R, l'équipage a mal géré ses ressources et a perdu de vue la piste, en retardant l'exécution du virage de base et en volant en dehors de la trajectoire d'approche standard, et le 767 s'est écrasé dans une zone boisée à flanc de colline, à 11 h 21. 

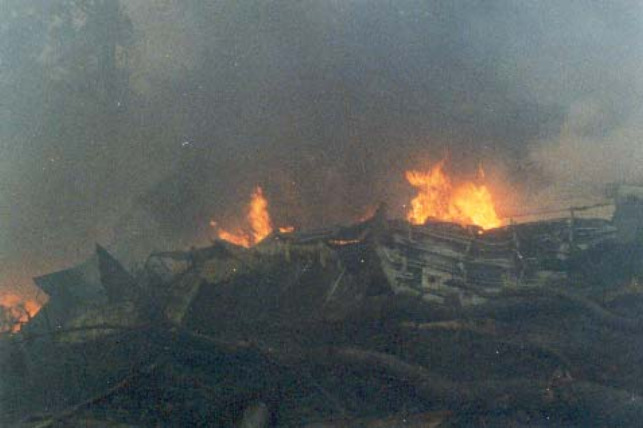
Débris en feu du vol 129, photographiés sur le site de l'accident.

L'aile droite de l'avion à d'abord heurté la cime des premiers arbres, puis il a ensuite heurté le sol à grande vitesse et la force de l'impact a disloqué l'appareil. L'aile droite, l'empennage, l'aile gauche, différentes parties du fuselage et les deux moteurs se sont séparés du reste de l'avion ; il a ensuite pris rapidement feu, détruisant le cockpit et la partie avant du fuselage.
Parmi les 166 passagers et membres d’équipage présents à bord, 129 ont été tués et 37 ont survécu, y compris le commandant de bord, seul rescapé parmi l'équipage présent dans le cockpit, ainsi que deux des 8 agents de bord en cabine.

Plan des sièges dans la cabine, indiquant l'emplacement des victimes et des survivants.

L'incendie qui a suivi l'impact était si intense qu'il a fait fondre l'aluminium et d'autres éléments du fuselage. La partie avant du fuselage a été entièrement détruite, ce qui a rendu difficile sa reconnaissance par les enquêteurs.

## Enquête
Le Bureau coréen d'enquête sur les accidents aériens (en) (KAAIB) a publié le rapport final le 4 mars 2005, et a conclu que l'accident du vol 129 était dû principalement à une erreur de pilotage. 
L'enquête, réalisée à partir des données des boîtes noires, montre que l'approche sur la piste 18R n'a pas été effectuée correctement ; la mauvaise gestion des ressources de l'équipage ayant conduit les pilotes à perdre conscience de la situation pendant l'exécution de l'approche, amenant l'avion en dehors de la trajectoire d'approche requise, à retarder l'amorce du virage de base avant l'atterrissage et à voler par inadvertance en dessous de l'altitude minimale de sécurité et avec une vitesse trop élevée pour cette manœuvre. 
Des informations détaillées du rapport ont également révélé que les pilotes avaient été uniquement formés, dans le simulateur de la compagnie aérienne, pour effectuer une approche circulaire à l'aéroport international de Pékin, et n'avait donc jamais effectué ce type d'approche sur la piste 18R de l'aéroport de Gimhae. De plus, le commandant de bord a repris les commandes au copilote en plein milieu de la manœuvre, sans répartir clairement les tâches entre le suivi de l'approche, le pilotage de l'appareil et la communication radio avec la tour de contrôle.
La visibilité à ce moment-là était insuffisante pour garder la piste en visuel, mais les pilotes ont choisi de ne pas interrompre l'approche. Lorsque le copilote a conseillé au commandant de bord d'effectuer une approche interrompue et de remettre les gaz, environ cinq secondes avant l'impact, le commandant de bord n'a pas réagi et le copilote n'a pas non plus amorcé lui-même la remise de gaz. Facteur aggravant, l'appareil n'était pas équipé de la dernière version de l'avertisseur de proximité du sol (GPWS), et celui-ci a alerté l'équipage trop tardivement pour lui permettre d'éviter la colline.
L'Administration de l'aviation civile de Chine (CAAC) a répondu au rapport officiel coréen en soulignant que Park Junyong, le responsable de contrôle aérien à l'aéroport de Gimhae lors de l'accident, n'était pas agréé pour assurer le contrôle du trafic aérien et avait émis des ordres incorrects en raison de son inexpérience avec le Boeing 767, ordonnant par erreur à l'équipage de descendre à 700 pieds (213 m) au lieu de lui demander de descendre à 1 100 pieds (335 m), qui est l'altitude minimale de sécurité recommandée pour ce modèle d'avion.
Par la suite, le rapport a également reproché aux contrôleurs de la tour de l'aéroport de Gimhae de ne pas avoir utilisé le système de détection d'altitude minimum (en), ou MSAW, de l'aéroport après avoir perdu le contact visuel avec l'avion.

## Conséquences
La démonstration de sécurité avant le vol et la majorité des annonces ont été faites en chinois et en anglais, mais pas en coréen ; certains des passagers coréens survivants ont déclaré ne pas les avoir comprises. Le comité d'enquête coréen a recommandé à Air China d'ajouter des annonces en coréen aux vols à destination et en provenance de la Corée du Sud.

## Médias
L'accident a fait l'objet d'un épisode dans la série télé Air Crash nommé "Point de rupture" (Saison 17 - Épisode 3).